# Killer Be Killed (album)
Killer Be Killed è il primo eponimo album in studio del supergruppo musicale Killer Be Killed, pubblicato nel 2014.

## Tracce
1. Wings of Feather and Wax – 3:40
2. Face Down – 4:35
3. Melting of My Marrow – 4:38
4. Snakes of Jehova – 4:01
5. Curb Crusher – 3:31
6. Save The Robots – 4:11
7. Fire To Your Flag – 2:31
8. I.E.D. – 4:35
9. Dust Into Darkness – 3:57
10. Twelve Labors – 4:29
11. Forbidden Fire – 5:38

## Formazione
- Greg Puciato – voce e chitarra
- Max Cavalera – voce e chitarra
- Troy Sanders – voce e basso
- Dave Elitch – batteria